# Abdelkader El-Khaldi
 (août 2017).
Si vous disposez d'ouvrages ou d'articles de référence ou si vous connaissez des sites web de qualité traitant du thème abordé ici, merci de compléter l'article en donnant les références utiles à sa vérifiabilité et en les liant à la section « Notes et références ».
Cheikh Abdelkader El-Khaldi né le 20 avril 1896 à Froha (Wilaya de Mascara) et mort le 16 janvier 1964 à Oran, est un chanteur, parolier et poète algérien. Il est l'un des plus grands poètes algériens de melhoun et de Bedoui oranais. Il est devenu populaire dans les années 1920. Il est, au même titre que Cheikh Hamada et Cheikha Remitti, un des représentants les plus connus de la culture traditionnelle.
Son répertoire va du registre officiel, célébrant la religion, l'amour et les valeurs morales jusqu'au registre irrévérencieux (interdit par la morale islamique rigoureuse) parlant de l'alcool et des plaisirs de la chair. Il est enterré à Oran.

## Biographie
Poète et interprète formé à la fois à l’école coranique et à l'école française dont il a obtenu le certificat d'étude primaire, Abdelkader El Khaldi s’imprègne des plus grands poètes du melhoum du terroir oranien et se familiarise, lors de son exil à Oujda, en 1912, avec les maîtres du genre.
Au début des années 1940, il quitte Mascara pour El-Harrach avant de s’installer définitivement à Oran en 1946.
Il se signale par ses textes de poésie courtoise teintée d'érotisme, dans lesquels il célèbres ses nombreuses conquêtes dont Bakhta, la plus célèbre, à laquelle il consacre plus de cinquante poèmes. Ses amis, dont Hadj Hazout, lui demandèrent de leur présenter la belle Bakhta objet de son amour, furent surpris se trouver devant une petite femme, menue, très brune et sans charme aucun. Devant leur étonnement, il rétorqua : « Il faudrait que je vous prête mes yeux pour voir celle de qui je suis amoureux ».[réf. nécessaire]

## Son œuvre
Il fut, durant cinquante ans, la gloire de la poésie populaire algérienne dite « melhoun ». En tant que parolier et interprète, il a contribué d'une manière décisive à l'avènement de la chanson oranaise moderne. Il s'est inspiré des anciens maîtres algériens et marocains de la poésie populaire, notamment Mostefa Ben Brahim. Le diwan du Cheikh Abdelkader El khaldi, bien qu'incomplet encore, a été édité par les soins de Mohamed Elhabib Hachelef efficacement assisté par Mohammed Benamar Zerhouni, lui aussi fervent partisan de la sauvegarde de la poésie populaire algérienne.
Ses œuvres furent interprétés par des artistes et chanteurs célèbres comme Ahmed Wahby, Blaoui Houari, Ahmed Saber et autres.